# Großer Tragberg
Der Große Tragberg ist ein 588 Meter hoher Berg im Thüringer Wald zwischen Langewiesen und Gehren östlich von Ilmenau. Er fällt nach Westen sanft zum Rittersbachtal, nach Norden sanft zum Ilmtal und nach Süden steil zum Lohmetal ab. Der Große Tragberg ist bewaldet und wird vom Tunnel Tragberg der Schnellfahrstrecke Nürnberg–Erfurt unterquert.